# 29 avril 1990
Le dimanche 29 avril 1990 est le 119e jour de l'année 1990.

## Naissances
- Akeem Vargas, joueur de basket-ball allemand
- Anthony Moris, footballeur international belgo-luxembourgeois
- Chris Johnson II, joueur américain de basket-ball
- Christopher Schindler, footballeur allemand
- Germain Tiko Messina, joueur de football camerounais
- Iana Tcherednikova, joueuse de volley-ball russe
- Kristinn Steindórsson, joueur de football islandais
- Laure Fournier, judokate et samboïste franco-britannique
- Mauro Jörg, Joueur de hockey sur glace suisse
- Michiel Dieleman, coureur cycliste belge
- Nadine Broersen, athlète néerlandaise
- Nicola Testi, cycliste italien
- Valentine Arrieta, athlète suisse

## Décès
- Max Bense (né le 7 février 1910), philosophe allemand

## Événements
- Découverte de 6392 Takashimizuno
- Fin du championnat du monde de snooker 1990
- Sortie de l'épisode des Simpsons :  Un clown à l'ombre